# Houben-Hoesch-Reaktion
Die Houben-Hoesch-Reaktion, auch bekannt als die Hoesch-Synthese, Hoesch-Reaktion, Houben-Hoesch-Acylierung oder Houben-Hoesch-Synthese, ist eine Namensreaktion der organischen Chemie. Die Reaktion wurde nach Kurt Hoesch (1882–1932), der sie 1915 veröffentlichte, und nach Josef Houben (1875–1940) benannt (Veröffentlichung 1926). Mit Hilfe der Reaktion können elektronenreiche Aromaten acyliert werden.

## Übersichtsreaktion
Elektronenreiche Aromaten, wie zum Beispiel Phenole mit mehreren Hydroxygruppen oder entsprechende Ether (hier beispielhaft mit Resorcin dargestellt), können in Gegenwart von Chlorwasserstoff und einer Lewis-Säure (wie AlCl3 oder ZnCl2) mit organischen Nitrilen  [R = Organylgruppe (z. B. Alkylgruppe, Arylgruppe)] acyliert werden:

## Mechanismus
Der Mechanismus wird am Beispiel der Reaktion zwischen 1,3-Dihydroxybenzol (Resorcin) und einem organischen Nitril (R = Alkylgruppe, Arylgruppe) gezeigt. Als Lewis-Säure wird z. B. Aluminiumchlorid (AlCl3) genutzt:
Zunächst bildet das Nitril 1 mit Aluminiumchlorid einen Komplex 2 und mit einem weiteren Aluminiumchlorid den Komplex 3. Dieser Komplex reagiert mit Resorcin im Zuge einer elektrophilen aromatischen Substitution über den Zwischenschritt 4 zu Molekül 5, wobei AlCl3 das Molekül verlässt. Zu dem Molekül 4 können noch weitere mesomere Grenzstrukturen gezeichnet werden, die den Grenzstrukturen im Verlaufe einer Polysubstitution entsprechen. Die Reaktion mit Wasser führt zu einer erneuten Abspaltung der Lewis-Säure Aluminiumchlorid. Das Molekül 6 reagiert schließlich mit Chlorwasserstoff zum  Keton 7, im Beispiel ein acyliertes Resorcin.